# Кол, Тимур Валентинович
Тимур Валентинович Кол (род. 23 августа 2006, Москва) — российский хоккеист, защитник «Динамо» (Москва).

## Биография
Воспитанник ЦСКА. В конце 2021 года перешёл в систему омского «Авангарда». В декабре-январе сезона 2022/23 провёл шесть матчей за команду «Омские ястребы» в МХЛ. В следующем сезоне стал играть за «Омских ястребов» и за «Омские крылья» в ВХЛ. В декабре 2023 года провёл два матча за «Авангард» в КХЛ. 8 мая 2024 года был обменян в СКА.